# Placówka Straży Celnej „Witkowo”

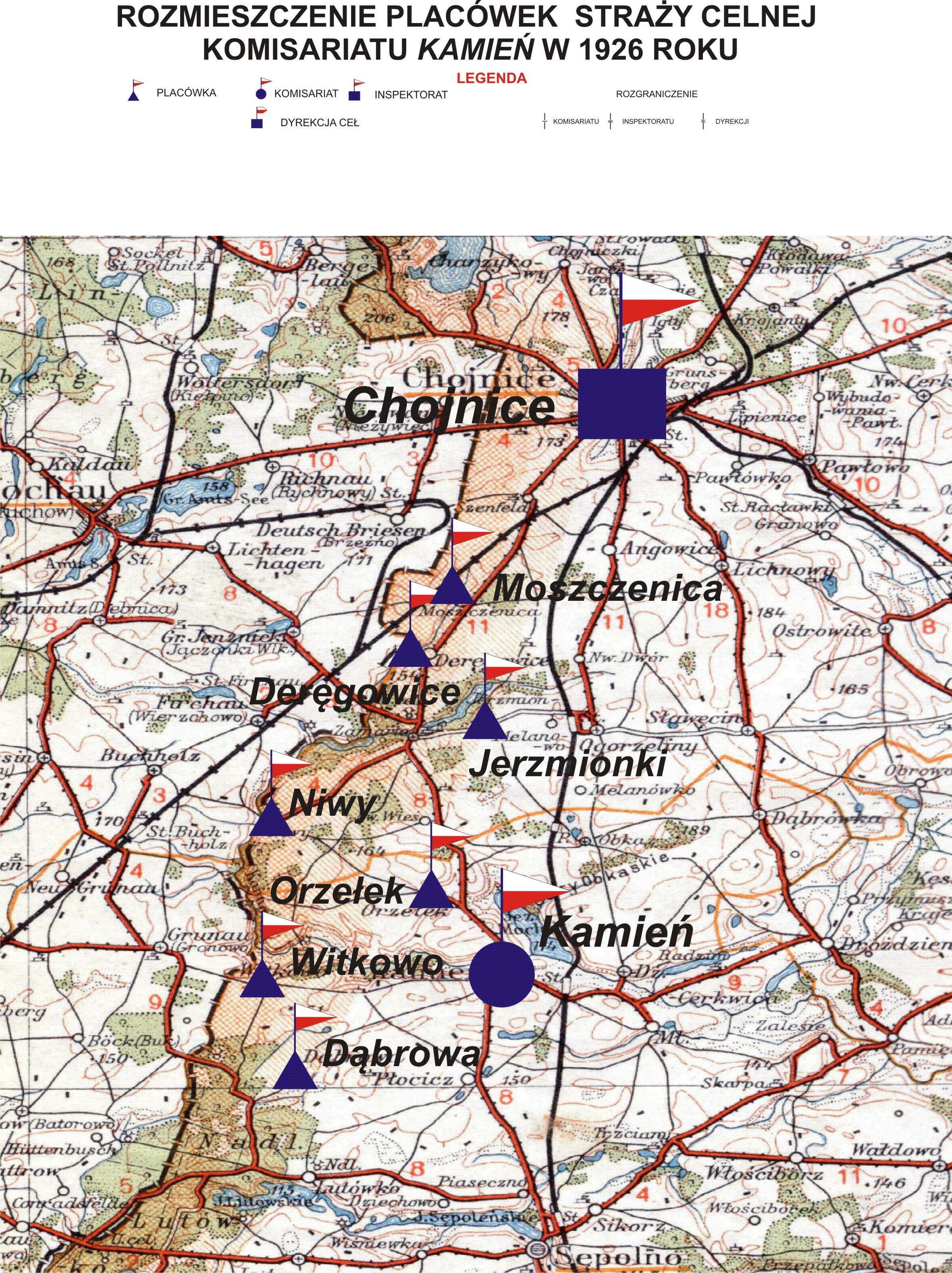
Rozmieszczenie placówek Straży Celnej Komisariatu Kamień

Placówka Straży Celnej „Witkowo” – jednostka organizacyjna Straży Celnej pełniąca w okresie międzywojennym służbę ochronną na granicy polsko-niemieckiej.

## Formowanie i zmiany organizacyjne
Na wniosek Ministerstwa Skarbu, uchwałą z 10 marca 1920 roku, powołano do życia Straż Celną. Jednostki Straży Celnej rozpoczęły przejmowanie odcinków granicy od pododdziałów Batalionów Celnych. W 1921 roku w Jerzmionkach i Płutowie stacjonowały sztaby 4 kompanii 20 batalionu celnego. Kompanie wystawiały między innymi placówkę w Witkowie. Proces tworzenia Straży Celnej trwał do końca 1922 roku. Placówka Straży Celnej „Witkowo” weszła w podporządkowanie komisariatu Straży Celnej „Kamień Pomorski” z Inspektoratu SC „Chojnice”.
W drugiej połowie 1927 roku przystąpiono do gruntownej reorganizacji Straży Celnej. W praktyce skutkowało to rozwiązaniem tej formacji granicznej. Ochronę północnej, zachodniej i południowej granicy państwa przejęła powołana z dniem 2 kwietnia 1928 roku Straż Graniczna.
Rozkazem nr 2 z 19 kwietnia 1928 roku w sprawie organizacji Pomorskiego Inspektoratu Okręgowego dowódca Straży Granicznej gen. bryg. Stefan Pasławski określił strukturę organizacyjną komisariatu SG „Kamień Pomorski”. Placówka Straży Granicznej I linii „Witkowo” znalazła się w jego strukturze.

## Funkcjonariusze placówki
Kierownicy placówki
| stopień    | imię i nazwisko, numer     | okres pełnienia służby | kolejne stanowisko |
| ---------- | -------------------------- | ---------------------- | ------------------ |
| przodownik | Franciszek Pieczora (2067) | był w 1926             |                    |

Obsada personalna placówki w 1926:
- przodownik Franciszek Pieczora (2067)
- strażnik Stanisław Witucki (2130)
- strażnik Ignacy Wolnik (1345)
- strażnik Franciszek Knieczek (1529)
- strażnik Alojzy Ostrowski (1551)
- strażnik Jan Jachlewski (1113)
- strażnik Jan Majchrzak (1946)
- strażnik Bolesław Sarnowski (3069)
- strażnik Stefan Mruk (2026)